# Mauth
Mauth er en kommune i Landkreis Freyung-Grafenau i Regierungsbezirk Niederbayern i den tyske delstat Bayern.

## Geografi
Kommunen ligger i Region Donau-Wald i Bayerischer Wald ved udkanten af Nationalpark Bayerischer Wald. Landsbyen Finsterau, der ligger i 1.000 meters højde, er en af de mest afsidesliggende landsbyer i Bayerischen Wald og har i 1.130 meters højde en grænseovergang til Bučina i Tjekkiet for fodgængere og cyklister. Busser i Nationalparken kører til grænseovergangen. Selve Mauth ligger 10 km nord for Freyung, 20 km nordøst for Grafenau og omkring 44 km fra Passau.

### Nabokommuner
- Hohenau
- Freyung
- Hinterschmiding
- Philippsreut

## Inddeling
Der er ud over Mauth følgende landsbyer og bebyggelser i kommunen: Annathal, Bärnbachruh, Finsterau, Heinrichsbrunn, Hohenröhren, Neuhütte, Spicking, Tummelplatz, Vierhäuser og Zwölfhäuser.